# Lassin Isaksen
Lassin Isaksen (Klaksvík, 1961. január 22. –) feröeri nemzetközi labdarúgó-játékvezető.

## Pályafutása

### Nemzetközi játékvezetés
A Feröeri labdarúgó-szövetség Játékvezető Bizottsága (JB) terjesztette fel nemzetközi játékvezetőnek, a Nemzetközi Labdarúgó-szövetség (FIFA) 1997-től tartotta nyilván bírói keretében. Több nemzetek közötti válogatott és klubmérkőzést vezetett. A feröeri nemzetközi játékvezetők rangsorában, a világbajnokság-Európa-bajnokság sorrendjében többedmagával az 1. helyet foglalja el 3 találkozó szolgálatával. Az aktív nemzetközi játékvezetéstől 2006. december 31-én a FIFA 45 éves korhatárát elérve búcsúzott. Válogatott mérkőzéseinek száma: 6.

#### Világbajnokság
A világbajnoki döntőhöz vezető úton Dél-Koreába és Japánba a XVII., a 2002-es labdarúgó-világbajnokságra és Németországba a XVIII., a 2006-os labdarúgó-világbajnokságra a FIFA JB bíróként alkalmazta.

##### 2002-es labdarúgó-világbajnokság

###### Selejtező mérkőzés
| Időpont         | Helyszín                 | Mérkőzés típusa           | Mérkőzés             | Eredmény | Nézők száma |
| --------------- | ------------------------ | ------------------------- | -------------------- | -------- | ----------- |
| 2001. június 2. | Rheinpark Stadion, Vaduz | előselejtező (7. csoport) | Liechtenstein–Izrael | 0 – 3    | 1650        |

##### 2006-os labdarúgó-világbajnokság

###### Selejtező mérkőzés
| Időpont          | Helyszín                       | Mérkőzés típusa           | Mérkőzés                      | Eredmény | Nézők száma |
| ---------------- | ------------------------------ | ------------------------- | ----------------------------- | -------- | ----------- |
| 2004 október 13. | Crvena zvezda Stadion, Belgrád | előselejtező (7. csoport) | Szerbia-Montenegró–San Marino | 5 – 0    | 4000        |

#### Európa-bajnokság
Az európai labdarúgó torna döntőjéhez vezető úton Ausztriába és Svájcba a XIII., a 2008-as labdarúgó-Európa-bajnokságra az UEFA JB játékvezetőként foglalkoztatta.

##### Selejtező mérkőzés
| Időpont            | Helyszín                       | Mérkőzés típusa           | Mérkőzés            | Eredmény | Nézők száma |
| ------------------ | ------------------------------ | ------------------------- | ------------------- | -------- | ----------- |
| 2006. november 15. | Lansdowne Road Stadion, Dublin | előselejtező (D. csoport) | Írország–San Marino | 5 – 0    | 34 000      |

#### Nemzetközi kupamérkőzések

##### Intertoto-kupa
| Időpont          | Helyszín             | Mérkőzés típusa                         | Mérkőzés                                 | Eredmény |
| ---------------- | -------------------- | --------------------------------------- | ---------------------------------------- | -------- |
| 2002. június 29. | LFF Stadion, Vilnius | első forduló (1. csoport-, 2. mérkőzés) | VMFD Žalgiris Vilnius–Budapest Honvéd FC | 0 – 0    |

## Sportvezetőként
Aktív pályafutását befejezve a FIFA/UEFA JB játékvezetői ellenőr.